# ريغي سميث (لاعب كرة قاعدة)
ريغي سميث (بالإنجليزية: Reggie Smith) هو لاعب كرة قاعدة أمريكي، ولد في 2 أبريل 1945 في شريفبورت في الولايات المتحدة.

## وصلات خارجية
- ريغي سميث على موقع الدوري الياباني لكرة القاعدة (الإنجليزية)
- ريغي سميث على موقعبيزبول رفرنس.كوم (الدوري الرئيسي) (الإنجليزية)
- ريغي سميث على موقعبيزبول رفرنس.كوم (الدوري الثانوي) (الإنجليزية)
- ريغي سميث على موقع إي إس بي إن.كوم (أم.أل.بي) (الإنجليزية)
- ريغي سميث على موقع مشجعي الرسوم البيانية (الإنجليزية)